# El testamento del Dr. Mabuse
El testamento del Dr. Mabuse (en alemán: Das Testament des Dr. Mabuse) es una película de gánsteres alemana de 1933, dirigida por Fritz Lang. La película es una secuela de la película muda de Lang Dr. Mabuse, der Spieler-Ein Bild der Zeit (1922) y presenta a muchos miembros del reparto de las películas previas de Lang. Es protagonizada por Rudolf Klein-Rogge como Doctor Mabuse quien se encuentra en un asilo psiquiátrico donde está escribiendo frenéticamente sus planes criminales. Cuando los planes criminales de Mabuse comienzan a ocurrir, el inspector Lohmann (Otto Wernicke) intenta encontrar la solución con pistas del mafioso Thomas Kent (Gustav Diessl), el institucionalizado Hofmeister (Karl Meixner) y el Profesor Baum (Oscar Beregi Sr.) quien se obsesiona con Dr. Mabuse.
El Testamento del Dr. Mabuse se basa en elementos de una novela de Norbert Jacques, creador del personaje de Doctor Mabuse. Fue la segunda película sonora de Lang para Nero-Film y fue su última colaboración con su esposa y guionista Thea von Harbou. Para promocionar la película a un mercado extranjero, Lang realizó una versión de la película en francés con los mismos escenarios, pero diferentes actores, bajo el título Le Testament du Dr. Mabuse.
Con el ascenso de Hitler al poder, Joseph Goebbels se convirtió en Ministro de Propaganda y vetó la película en Alemania al sugerir que la película socavaría la confianza del público en sus líderes políticos. Las versiones en alemán y en francés de la película fueron estrenadas en Europa, mientras que varias versiones de la película fueron presentadas en Estados Unidos con una recepción mixta con cada nueva versión. La secuela Los mil ojos del Dr. Mabuse, estrenada en 1960, también fue dirigida por Lang. La recepción moderna de la película ha sido favorable en las críticas y la película ha llegado a influenciar a cineastas, incluyendo a Claude Chabrol y Artur Brauner.

## Argumento
En una ruidosa imprenta, un desafortunado detective de la policía llamado Hofmeister (Karl Meixner) se refugia de unos criminales. Desde allí, Hofmeister telefonea a su antiguo jefe, el inspector Karl Lohmann (Otto Wernicke), a quien le explica frenéticamente que ha descubierto una inmensa conspiración criminal. Antes de revelar la identidad del criminal, las luces se apagan, se escuchan disparos y Hofmeister es llevado a la locura: desaparece solo para aparecer más tarde cantando cada vez que siente que es observado. Luego, es recluido en el asilo psiquiátrico del profesor Baum.
El Profesor Baum (Oscar Beregi, Sr.) presenta el caso paralelo del dr. Mabuse (Rudolf Klein-Rogge), un importante criminal e hipnotizador que diez años antes se volvió loco. Mabuse pasa sus días escribiendo frenéticamente planes detallados de crímenes, al mismo tiempo que una banda de delincuentes está cometiendo crímenes de acuerdo a "los planes del Doctor", a quien consultan solo detrás de una cortina. Cuando el colega de Baum, el Dr. Kramm (Theodor Loos), descubre por casualidad que los recientes crímenes reflejan los escritos de Mabuse, Kramm termina siendo acribillado por el pelotón de ejecución de la banda de delincuentes, Hardy y Bredow. Una pista esbozada en un vidrio en la escena del crimen de Hofmeister lleva a Lohmann a sospechar de Mabuse. Al llegar al asilo, Baum revela que Mabuse ha muerto. Cuando Lohmann habla con desprecio de Mabuse el Criminal, Baum se expresa enfáticamente sobre "Mabuse el Genio".
Baum continúa estudiando los escritos de Mabuse y parece dialogar con un rostro fantasmal del dr. Mabuse. El espíritu de Mabuse habla sobre un "reino ilimitado del crimen" y se fusiona con la silueta del Profesor. Esa misma noche, el Mabuse escondido se reúne con sectores de su organización para preparar varios crímenes, tales como un ataque a una planta química, el robo de un banco, fraude, envenenamiento de agua y destrucción de cosechas. Uno de los miembros de la banda, Thomas Kent (Gustav Diessl) se debate entre su comportamiento criminal al que fue llevado por su necesidad de dinero y su amor por una joven llamada Lilli (Wera Liessem). En un encuentro con Lilli, Kent le confiesa su pasado y su actual situación. Ambos deciden informar a la policía, pero son secuestrados y encerrados en la sala de reuniones con la cortina utilizada por Mabuse. El Mabuse escondido anuncia su muerte cuando ellos descubren que la cortina solo esconde un altavoz y una bomba de tiempo. Después de varios intentos fallidos para escapar, inundan el lugar y se liberan. 
Mientras tanto, la policía está cercando un piso donde se encontraban varios miembros de la banda, incluyendo a Hardy y a Bredow. Tras un tiroteo, Hardy se suicida y los otros gánsteres se rinden. Como Bredow testifica que asesinaron al dr. Kramm en la vecindad del asilo, Lohmann arregla un careo entre los delincuentes y el Profesor, que finalmente no es decisiva. La reacción de sorpresa de Baum frente a la llegada de Kent y Lilli levanta sospechas en Lohmann. Lohmann y Kent visitan el asilo, donde descubren que Baum es el hombre detrás de la cortina que ha planeado un ataque a una planta química esa noche. Lohmann y Kent acuden a la planta al momento de su explosión y descubren a Baum observando la escena desde lejos. Baum escapa al asilo siendo perseguido por Lohmann y Kent. El espíritu de Mabuse lleva a Baum a la celda de Hofmeister, donde se presenta a sí mismo como dr. Mabuse, sacando a Hofmeister de su shock. Baum intenta asesinar a Hofmeister, pero es detenido por guardias, justo cuando llegan Lohmann y Kent. La escena final muestra a un Baum loco en la celda rompiendo en pedazos los escritos de Mabuse.

## Reparto
| - Rudolf Klein-Rogge como Dr. Mabuse - Otto Wernicke como el Inspector Lohmann. - Karl Meixner como el Detective Hofmeister. - Oscar Beregi Sr. como el Profesor Baum - Theodor Loos como Dr. Kramm - Gustav Diessl como Thomas Kent. - Wera Liessem como Lilli. | - Rudolf Schündler como Hardy. - Oskar Höcker como Bredow. - Theo Lingen como Karetzki. - Hadrian Maria Netto como Nicolai Griforiew. - Camilla Spira como Juwelen-Anna. - Georg John como el sirviente de Baum. |

## Producción

### Desarrollo
Norbert Jacques escribió los libros originales de Doctor Mabuse en el estilo de otros thrillers en la Europa de la época, tales como los personajes de Nich Carter, Fantômas y Fu Manchú. Jacques añadió características de estos libros para incluir críticas a la República de Weimar. En 1930, Jacques fue abordado por un productor de cine para desarrollar una historia para una nueva película sobre dr. Mabuse con una villana, lo que llevó a que Jacques empezara a escribir una nueva novela titulada La colonia de Mabuse. En la novela, un personaje llamado Frau Kristine obtiene una copia del testamento de Mabuse que esboza planes para un mundo futuro de terrorismo y crimen que ella sigue.
Para esta época, Fritz Lang y su esposa Thea von Harbou estaban produciendo la película M. Von Harbou y Lang eran amigos de Jacques desde la creación de la primera película de Mabuse, Dr. Mabuse, der Spieler-Ein Bild der Zeit, e iban de vacaciones juntos. Lang le pidió a Jacques ayuda para el guion cinematográfico de M y sugerencias para un nuevo proyecto sobre Mabuse. Jacques envió a Lang su obra inacabada La colonia de Mabuse. Lang tomó la idea del testamento de Mabuse de la historia y empezó a trabajar en una sinopsis de la que se convertiría en El testamento del Dr. Mabuse.
A partir de la sinopsis que Lang propuso, Jacques firmó un contrato en julio de 1931 para que la película fuera escrita por von Harbou y dirigida por Lang sobre la base de la propia sinopsis de Lang. La película fue estrenada en conjunto con el libro de Jacques. Las contribuciones de Jacques no son mencionadas en los créditos de la película. El testamento del Dr. Mabuse es una secuela directa de Dr. Mabuse, der Spieler-Ein Bild der Zeit y está relacionada con la película M que presenta al personaje del inspector Lohmann.